# نيريا بينا
نيريا بينا (بالإسبانية: Nerea Pena)‏ مواليد 13 ديسمبر 1989 في بنبلونة، هي لاعبة كرة يد إسبانية تلعب كظهير أيسر. مثلت منتخب إسبانيا لكرة اليد للسيدات. شاركت في دورة الألعاب الأولمبية الصيفية سنة 2016. حققت المركز الثاني في بطولة أوروبا لكرة اليد للسيدات 2014.

## سجل المنافسة
شاركت في البطولات التالية:
- الألعاب الأولمبية الصيفية 2016
- بطولة العالم لكرة اليد للسيدات 2011
- بطولة العالم لكرة اليد للسيدات 2013
- بطولة العالم لكرة اليد للسيدات 2015
- بطولة أوروبا لكرة اليد للسيدات 2012
- بطولة أوروبا لكرة اليد للسيدات 2014

## الميداليات
| الميدالية | المسابقة                            |
| --------- | ----------------------------------- |
| برونزية   | بطولة العالم لكرة اليد للسيدات 2011 |
| فضية      | بطولة أوروبا لكرة اليد للسيدات 2014 |

## روابط خارجية
- نيريا بينا على موقع الاتحاد الأوروبي لكرة اليد (الإنجليزية)
- نيريا بينا على موقع أوليمبيديا (الإنجليزية)